# Riflesso corneale
Il riflesso corneale (o riflesso palpebrale o riflesso di ammiccamento) è un ammiccamento (contrazione) involontario delle palpebre, provocato da una stimolazione (come il contatto o un corpo estraneo) della cornea, oppure da una luce intensa (in questo caso si parla di riflesso ottico). La stimolazione dovrebbe evocare una risposta sia diretta sia consensuale (nell'occhio controlaterale). Il riflesso di ammiccamento si verifica anche in presenza di suoni con intensità maggiore di 40-60 dB.
Il riflesso è mediato da:
- il nervo naso-ciliare della branca oftalmica (V1) del V paio di nervi cranici (nervo trigemino), che rileva lo stimolo sulla cornea, sulla palpebra o sulla congiuntiva (fibre sensitive somatiche generali, ovvero esterocettive);
- il VII nervo cranico (nervo faciale) che innerva il muscolo orbicolare delle palpebre (fibre efferenti).

L'uso di lenti a contatto può ridurre o abolire questo riflesso.
Il riflesso ottico è più lento ed è mediato dalla corteccia cerebrale del lobo occipitale: è assente nei bambini sotto i 9 mesi.
L'esame del riflesso corneale fa parte di taluni esami neurologici, in particolare nella valutazione del coma. Un danno della branca oftalmica (V1) del V paio di nervi cranici comporta un riflesso corneale assente quando viene stimolato l'occhio del lato colpito. La stimolazione normalmente produce una risposta consensuale, con la chiusura di entrambe le palpebre.